# The Elder Scrolls Adventures: Redguard
The Elder Scrolls Adventures: Redguard – przygodowa gra akcji typu TPP wyprodukowana i wydana przez Bethesda Softworks, będąca spin-offem serii The Elder Scrolls. Fabuła gry, umiejscowiona w cesarstwie Tamriel w roku 864 Drugiej Ery (około 400 lat przed wydarzeniami w The Elder Scrolls: Arena), dotyczy przygód Cyrusa, młodego Redgarda, który w poszukiwaniu zaginionej siostry przybywa na wyspę Stros M'kai i zostaje uwikłany w intrygę polityczną.